# Spartakus Daleszyce

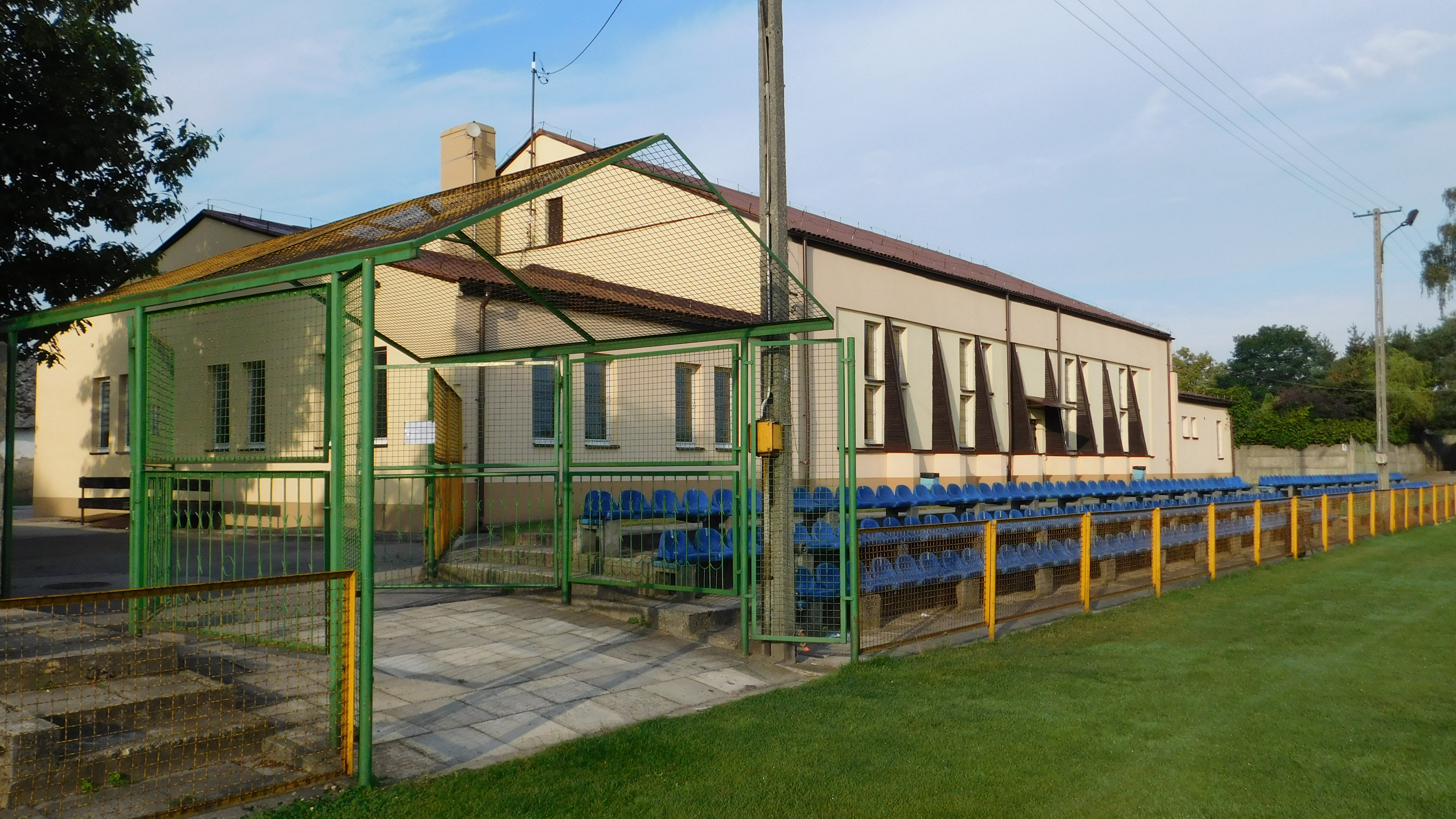
Stadion Miejski - widok na trybunę główną

Spartakus Aureus Daleszyce – polski klub sportowy założony w 1972 w Daleszycach. W latach 2015–2019 występujący w III lidze, od 2019 w IV lidze.

## Sekcja piłki nożnej mężczyzn

### Historia
W sezonie 1973/1974 Spartakus Daleszyce zadebiutował w klasie C – zajął wówczas trzecie miejsce. Rok później liga ta została zlikwidowana, dzięki czemu daleszycki klub znalazł się w klasie B. Nie odgrywał w niej jednak większej roli, dlatego wycofał się z rozgrywek. W sezonie 1976/1977 ponownie przystąpił do rywalizacji w klasie C – uplasował się na drugim miejscu w tabeli, uzyskując awans do klasy B. W niej należał do czołowych zespołów – po zaciętej walce z zespołem piłkarskim z Niekłania wywalczył promocję do klasy A.
W następnych latach Spartakus występował w klasie A. M.in. w sezonie 1981/1982 zajął w tych rozgrywkach drugie miejsce, tracąc do zwycięzcy – Orlicza Suchedniów – jeden punkt. Dwa lata wcześniej (1980) piłkarze z Daleszyc zadebiutowali w rozgrywkach pucharu Polski na szczeblu centralnym – w pierwszej rundzie przegrali 1:3 po dogrywce ze Stalą Nowa Dęba. W 1990 zawodnicy Spartakusa wywalczyli awans do klasy okręgowej, w której początkowo nie odgrywali większej roli. W sezonie 1995/1996 zajęli drugą pozycję – w tabeli wyprzedziła ich jedynie Sparta Kazimierza Wielka, z którą przegrali w rundzie wiosennej w domowym meczu. Rok później daleszyccy piłkarze okazali się najlepsi w klasie okręgowej, dzięki czemu uzyskali promocję do IV ligi. W debiutanckim sezonie w tych rozgrywkach (1997/1998) zespół wygrał 20 meczów (najbardziej okazałym zwycięstwem była wygrana 7:0 z Pogonią Miechów w rundzie wiosennej), cztery zremisował i sześć przegrał. Z dorobkiem 64 punktów uplasował się na pierwszej pozycji, wywalczając awans do III ligi. Najskuteczniejszym zawodnikiem drużyny był Tomasz Bernat, który strzelił 22 gole. Funkcję trenera pełnił wówczas Marek Parzyszek.
W III lidze Spartakus zadebiutował na początku sierpnia 1998 – bezbramkowo zremisował w Krośnie z miejscowymi Karpatami. Pierwsze zwycięstwo odniósł w następnej kolejce, wygrywając 1:0 z AZS Podlasie Biała Podlaska. W sezonie 1998/1999 piłkarze z Daleszyc rozegrali łącznie 34 mecze w lidze. Wygrali osiem z nich (najwyższe zwycięstwo klub odniósł na początku czerwca 1999, pokonując w pojedynku domowym 3:0 Orlęta Łuków), 11 zremisowali, a 15 przegrali (najwyższe porażki – 0:4 – Spartakus poniósł w spotkaniach wyjazdowych z Polonią Przemyśl i Lublinianką w rundzie wiosennej). Z dorobkiem 35 punktów uplasowali się w tabeli na 14 miejscu (spadkowym). Ponadto w 1999 Spartakus zdobył puchar Polski na szczeblu okręgu – w finałowym spotkaniu, rozegranym 9 czerwca w Nowinach, pokonał 4:1 Wierną Małogoszcz. Rok później powtórzył ten sukces. W 1/2 finału zwyciężył po zaciętym meczu i serii rzutów karnych Błękitnych Kielce (1:1, k. 5:3), natomiast w decydującym o zdobyciu pucharu pojedynku wygrał 2:1 z Nidą Pińczów po dwóch golach strzelonych przez Gila.
W latach 1999–2007 Spartakus występował w IV lidze, rywalizował także w pucharze Polski na szczeblu centralnym. W sezonie 1999/2000 pokonał w pierwszej rundzie Pilicę Białobrzegi po dwóch golach Tomasza Bernata (2:1), natomiast w następnym meczu przegrał 1:2 z Hutnikiem Kraków. W kolejnych rozgrywkach Spartakus po zaciętym spotkaniu i serii rzutów karnych został wyeliminowany przez Raków Częstochowa (2:2, k. 4:5). W sezonie 2006/2007 zespół spadł do klasy okręgowej, przyczyniły się do tego problemy organizacyjno-finansowe. Przed rozpoczęciem kolejnych rozgrywek nastąpiła fuzja z Razem, w wyniku której powstał klub Spartakus Razem Daleszyce. Zespół przystąpił do rywalizacji w klasie okręgowej, w której należał do czołowych zespołów i ostatecznie zajął drugie miejsce, równoznaczne z grą w nowej IV lidze (piąty poziom ligowy) w sezonie 2008/2009. Od tego momentu drużyna z Daleszyc plasowała się w tych rozgrywkach w drugiej części tabeli.
W sezonie 2014/2015 Spartakus zajął w IV lidze drugie miejsce, wywalczając awans do III ligi. Piłkarze z Daleszyce wygrali 20 meczów, w tym m.in. zwyciężyli 3:1 w rundzie wiosennej mistrza rozgrywek Spartę Kazimierza Wielka. W 2015 klub pozyskał nowego sponsora tytularnego, zmieniając nazwę na Spartakus Aureus Daleszyce. W 2019 Spartakus spadł do IV ligi.

### Osiągnięcia
- III liga:
  - 14. miejsce: 1998/1999
- Puchar Polski, grupa: Kielecki OZPN:
  - Zwycięstwo: 1998/1999, 1999/2000

### Występy ligowe od 1998
| Sezon     | Liga           | Miejsce | M  | Z  | R  | P  | Bramki | Źródło |
| --------- | -------------- | ------- | -- | -- | -- | -- | ------ | ------ |
| 1998/1999 | III liga       | 14.     | 34 | 8  | 11 | 15 | 33–51  | [ 18 ] |
| 1999/2000 | IV liga        | 7.      | 34 | 13 | 8  | 13 | 49–50  | [ 19 ] |
| 2000/2001 | IV liga        | 5.      | 34 | 18 | 7  | 9  | 51–36  | [ 20 ] |
| 2001/2002 | IV liga        | 7.      | 30 | 13 | 6  | 11 | 36–37  | [ 1 ]  |
| 2002/2003 | IV liga        | 3.      | 34 | 15 | 11 | 8  | 50–33  | [ 1 ]  |
| 2003/2004 | IV liga        | 7.      | 30 | 13 | 7  | 10 | 40–30  | [ 1 ]  |
| 2004/2005 | IV liga        | 14.     | 30 | 7  | 7  | 16 | 19–38  | [ 1 ]  |
| 2005/2006 | IV liga        | 14.     | 28 | 6  | 6  | 16 | 25–53  | [ 1 ]  |
| 2006/2007 | IV liga        | 16.     | 30 | 3  | 2  | 25 | 21–67  | [ 1 ]  |
| 2007/2008 | Klasa okręgowa | 2.      | 26 | 17 | 1  | 8  | 55–25  | [ 1 ]  |
| 2008/2009 | IV liga        | 9.      | 30 | 11 | 6  | 13 | 47–48  | [ 1 ]  |
| 2009/2010 | IV liga        | 12.     | 30 | 9  | 6  | 15 | 36–49  | [ 1 ]  |
| 2010/2011 | IV liga        | 13.     | 30 | 6  | 8  | 16 | 41–57  | [ 1 ]  |
| 2011/2012 | IV liga        | 10.     | 30 | 11 | 6  | 13 | 39–49  | [ 1 ]  |
| 2012/2013 | IV liga        | 12.     | 30 | 9  | 8  | 13 | 34–45  | [ 1 ]  |
| 2013/2014 | IV liga        | 10.     | 30 | 10 | 9  | 11 | 43–43  | [ 1 ]  |
| 2014/2015 | IV liga        | 2.      | 30 | 20 | 6  | 4  | 64–20  | [ 1 ]  |
| 2015/2016 | III liga       | 6.      | 32 | 17 | 4  | 11 | 60–43  | [ 1 ]  |
| 2016/2017 | III liga       | 14.     | 32 | 8  | 9  | 15 | 38–58  | [ 1 ]  |
| 2017/2018 | III liga       | 12.     | 34 | 10 | 6  | 18 | 39-55  | [ 1 ]  |
| 2018/2019 | III liga       | 18.     | 34 | 5  | 8  | 21 | 34-65  | [ 1 ]  |
| 2019/2020 | IV liga        | 16.     | 18 | 3  | 6  | 9  | 22-32  | [ 1 ]  |
| 2020/2021 | IV liga        | 4.      | 38 | 22 | 3  | 13 | 70-50  | [ 1 ]  |
| 2021/2022 | IV liga        | 14.     | 34 | 10 | 6  | 18 | 39-60  | [ 1 ]  |
| 2022/2023 | IV liga        | 10.     | 34 | 12 | 10 | 12 | 51-61  | [ 1 ]  |
| 2023/2024 | IV liga        | 14.     | 34 | 9  | 7  | 18 | 40-65  | [ 1 ]  |
| 2024/2025 | IV liga        | 7.      | 34 | 14 | 8  | 12 | 56-46  | [ 1 ]  |

## Pozostałe sekcje
W latach 80. XX wieku w klubie działała sekcja kolarska. Trenerem młodych kolarzy był Jan Baćkowski, którego wychowankiem był m.in. wicemistrz Polski juniorów w wyścigu przełajowym Bogusław Łosak. Ponadto w zespole kolarskim Spartakusa karierę sportową rozpoczynał Tomasz Brożyna – trenował w nim półtora roku. W miejsce zlikwidowanej w 1986 sekcji kolarskiej powstała drużyna piłki siatkowej. Występowała ona w lidze wojewódzkiej, rywalizując m.in. z Prochem Pionki i MKS Kozienice. W zespole z Daleszyc istniała również sekcja tenisa stołowego, którą prowadził pierwszy prezes klubu Zenon Janeczek. W 1983 mistrzostwo okręgu młodzików zdobył w tej konkurencji Henryk Saletra. Na przełomie lat 80. i 90. XX wieku działała sekcja zapaśnicza, jednak z powodu braku pomieszczenia została rozwiązana.
Po fuzji z Razem w 2007, w klubie powstała sekcja piłki nożnej kobiet. W sezonie 2007/2008 drużyna żeńska przystąpiła do rywalizacji w II lidze. W 12 meczach odniosła jedno zwycięstwo (w pierwszym spotkaniu wygrała 5:1 z Lechią Strawczyn), zanotowała jeden remis (w 6. kolejce z PTS-em Piekoszów) i poniosła 10 porażek, kończąc rywalizację na ostatnim miejscu w tabeli z dorobkiem czterech punktów. W sezonie 2010/2011 zespół ponownie grał w II lidze, z której wycofał się po zakończeniu rundy jesiennej (odniósł w niej jedno zwycięstwo, zanotował dwa remisy i poniósł cztery porażki).